# マテイ・ドボウシェク
マテイ・ドボウシェク（Matej Dobovšek、1990年6月30日）は、スロベニアの男子スキージャンプ選手。リュブリャナ出身。
トルコのエルズルムで開催された2011年冬季ユニバーシアードに出場し、ラージヒル個人とノーマルヒル個人の2冠を達成、ノーマルヒル団体でも銀メダルを獲得した。